# Campeonato Argentino Juvenil 1972
El Campeonato Argentino Juvenil de 1972 fue la edición inaugural del Campeonato Argentino Juvenil de Rugby, torneo que reunió a los seleccionados juveniles de las uniones regionales afiliadas a la Unión Argentina de Rugby. Se llevó a cabo entre el 1 de octubre y el 12 de noviembre de 1972, con las fases finales disputándose en Mendoza, en las instalaciones del Marista Rugby Club.
Al igual que en el campeonato principal, el torneo se disputó a eliminación directa entre todas las uniones afiliadas, a excepción de la Unión de Rugby de Mar del Plata (que no se inscribió en el certamen) y la Unión Jujeña de Rugby. Intervinieron jugadores de hasta 21 años de edad (cumplidos en el curso de 1972) hubieran o no integrado seleccionados provinciales o nacionales.
En la final se encontraron la Unión de Rugby de Rosario y la Unión de Rugby de Cuyo. El encuentro terminó igualado en 18 tantos, con un penal en el alargue determinando la coronación de los rosarinos por 21-18.

## Equipos participantes
Participaron de esta edición trece equipos: doce uniones provinciales y la Unión Argentina de Rugby, representada por el equipo de Buenos Aires. 
| Equipo       | Unión                                                |
| ------------ | ---------------------------------------------------- |
| Alto Valle   | Unión de Rugby del Alto Valle de Río Negro y Neuquén |
| Austral      | Unión de Rugby Austral                               |
| Buenos Aires | Unión Argentina de Rugby                             |
| Chubut       | Unión de Rugby del Valle del Chubut                  |
| Córdoba      | Unión Cordobesa de Rugby                             |
| Cuyo         | Unión de Rugby de Cuyo                               |
| Nordeste     | Unión de Rugby del Nordeste                          |
| Rosario      | Unión de Rugby de Rosario                            |
| Salta        | Unión de Rugby de Salta                              |
| San Juan     | Unión Sanjuanina de Rugby                            |
| Santa Fe     | Unión Santafesina de Rugby                           |
| Sur          | Unión de Rugby del Sur                               |
| Tucumán      | Unión de Rugby de Tucumán                            |

## Partidos
|  | Octavos de final | Octavos de final | Octavos de final |              |              | Cuartos de final | Cuartos de final | Cuartos de final |    |         | Semifinales     | Semifinales     | Semifinales     |         |               | Final           | Final           | Final           |  |
|  | 1 de octubre     | 1 de octubre     | 1 de octubre     |              |              | 12 de octubre    | 12 de octubre    | 12 de octubre    |    |         | 11 de noviembre | 11 de noviembre | 11 de noviembre |         |               | 12 de noviembre | 12 de noviembre | 12 de noviembre |  |
|  |                  |                  |                  |              |              |                  |                  |                  |    |         |                 |                 |                 |         |               |                 |                 |                 |  |
|  |                  |                  |                  |              |              |                  |                  |                  |    |         |                 |                 |                 |         |               |                 |                 |                 |  |
|  |                  |                  |                  |              |              |                  |                  |                  |    |         |                 |                 |                 |         |               |                 |                 |                 |  |
|  |                  |                  |                  |              |              |                  |                  |                  |    |         |                 |                 |                 |         |               |                 |                 |                 |  |
|  |                  |                  |                  |              |              |                  |                  |                  |    |         |                 |                 |                 |         |               |                 |                 |                 |  |
|  |                  |                  |                  |              |              |                  |                  |                  |    |         |                 |                 |                 |         |               |                 |                 |                 |  |
|  |                  |                  |                  |              |              |                  |                  |                  |    |         |                 |                 |                 |         |               |                 |                 |                 |  |
|  |                  |                  |                  |              |              |                  |                  |                  |    |         |                 |                 |                 |         |               |                 |                 |                 |  |
|  |                  |                  |                  |              |              |                  |                  |                  |    |         |                 |                 |                 |         |               |                 |                 |                 |  |
|  |                  |                  |                  |              |              |                  |                  |                  |    |         |                 |                 |                 |         |               |                 |                 |                 |  |
|  |                  |                  |                  |              |              |                  |                  |                  |    |         |                 |                 |                 |         |               |                 |                 |                 |  |
|  |                  |                  |                  |              |              |                  | Cuyo             | Cuyo             | 21 |         |                 |                 |                 |         |               |                 |                 |                 |  |
|  |                  |                  |                  |              |              |                  |                  |                  | 21 |         |                 |                 |                 |         |               |                 |                 |                 |  |
|  |                  |                  | Córdoba          | Córdoba      | 15           |                  |                  |                  |    |         |                 |                 |                 |         |               |                 |                 |                 |  |
|  | Nordeste         | Nordeste         | Córdoba          | Córdoba      | 15           | 9                |                  |                  |    |         |                 |                 |                 |         |               |                 |                 |                 |  |
|  | Nordeste         | Nordeste         |                  |              |              |                  |                  |                  |    |         |                 |                 |                 |         |               |                 |                 |                 |  |
|  | Córdoba          | Córdoba          | 17               |              |              |                  |                  |                  |    |         |                 |                 |                 |         |               |                 |                 |                 |  |
|  | Córdoba          | Córdoba          | 17               |              | Córdoba      | Córdoba          | 12               |                  |    |         |                 |                 |                 |         |               |                 |                 |                 |  |
|  |                  |                  |                  |              | Córdoba      | Córdoba          | 12               |                  |    |         |                 |                 |                 |         |               |                 |                 |                 |  |
|  |                  |                  | Tucumán          | Tucumán      | 3            |                  |                  |                  |    |         |                 |                 |                 |         |               |                 |                 |                 |  |
|  | Tucumán          | Tucumán          | Tucumán          | Tucumán      | 3            | 19               |                  |                  |    |         |                 |                 |                 |         |               |                 |                 |                 |  |
|  | Tucumán          | Tucumán          |                  |              |              |                  |                  |                  |    |         |                 |                 |                 |         |               |                 |                 |                 |  |
|  | Salta            | Salta            | 6                |              |              |                  |                  |                  |    |         |                 |                 |                 |         |               |                 |                 |                 |  |
|  | Salta            | Salta            | 6                |              |              |                  |                  |                  |    |         |                 |                 |                 |         | Cuyo          | Cuyo            | 18              |                 |  |
|  |                  |                  |                  |              |              |                  |                  |                  |    |         |                 |                 |                 |         | Cuyo          | Cuyo            | 18              |                 |  |
|  |                  |                  | Rosario          | Rosario      | 21(ET)       |                  |                  |                  |    |         |                 |                 |                 |         |               |                 |                 |                 |  |
|  | Austral          | Austral          | Rosario          | Rosario      | 21(ET)       | 6                |                  |                  |    |         |                 |                 |                 |         |               |                 |                 |                 |  |
|  | Austral          | Austral          |                  |              |              |                  |                  |                  |    |         |                 |                 |                 |         |               |                 |                 |                 |  |
|  | Sur              | Sur              | 21               |              |              |                  |                  |                  |    |         |                 |                 |                 |         |               |                 |                 |                 |  |
|  | Sur              | Sur              | 21               |              | Sur          | Sur              | 4                |                  |    |         |                 |                 |                 |         |               |                 |                 |                 |  |
|  |                  |                  |                  |              | Sur          | Sur              | 4                |                  |    |         |                 |                 |                 |         |               |                 |                 |                 |  |
|  |                  |                  | Rosario          | Rosario      | 29           |                  |                  |                  |    |         |                 |                 |                 |         |               |                 |                 |                 |  |
|  | Rosario          | Rosario          | Rosario          | Rosario      | 29           | 17               |                  |                  |    |         |                 |                 |                 |         |               |                 |                 |                 |  |
|  | Rosario          | Rosario          |                  |              |              |                  |                  |                  |    |         |                 |                 |                 |         |               |                 |                 |                 |  |
|  | Santa Fe         | Santa Fe         | 15               |              |              |                  |                  |                  |    |         |                 |                 |                 |         |               |                 |                 |                 |  |
|  | Santa Fe         | Santa Fe         | 15               |              |              |                  |                  |                  |    | Rosario | Rosario         | 13              |                 |         |               |                 |                 |                 |  |
|  |                  |                  |                  |              |              |                  |                  |                  |    | Rosario | Rosario         | 13              |                 |         |               |                 |                 |                 |  |
|  |                  |                  | Buenos Aires     | Buenos Aires | 9            |                  |                  |                  |    |         |                 |                 |                 |         |               |                 |                 |                 |  |
|  | San Juan         | San Juan         | Buenos Aires     | Buenos Aires | 9            | 0                |                  |                  |    |         |                 |                 |                 |         |               |                 |                 |                 |  |
|  | San Juan         | San Juan         |                  |              |              |                  |                  |                  |    |         |                 |                 |                 |         |               |                 |                 |                 |  |
|  | Buenos Aires     | Buenos Aires     | 72               |              |              |                  |                  |                  |    |         |                 |                 |                 |         |               |                 |                 |                 |  |
|  | Buenos Aires     | Buenos Aires     | 72               |              | Buenos Aires | Buenos Aires     | 69               |                  |    |         |                 |                 |                 |         | Tercer puesto | Tercer puesto   | Tercer puesto   |                 |  |
|  |                  |                  |                  |              | Buenos Aires | Buenos Aires     | 69               |                  |    |         |                 |                 |                 |         | Tercer puesto | Tercer puesto   | Tercer puesto   |                 |  |
|  |                  |                  | Alto Valle       | Alto Valle   | 3            |                  |                  |                  |    |         |                 |                 |                 |         |               |                 |                 |                 |  |
|  | Alto Valle       | Alto Valle       | Alto Valle       | Alto Valle   | 3            | 9                |                  |                  |    |         |                 |                 |                 | Córdoba | Córdoba       | 3               |                 |                 |  |
|  | Alto Valle       | Alto Valle       |                  |              |              |                  |                  |                  |    |         |                 |                 |                 | Córdoba | Córdoba       | 3               |                 |                 |  |
|  | Chubut           | Chubut           | 0                |              |              |                  |                  |                  |    |         |                 |                 |                 |         |               | Buenos Aires    | Buenos Aires    | 42              |  |
|  | Chubut           | Chubut           | 0                |              |              |                  |                  |                  |    |         |                 |                 |                 |         |               | Buenos Aires    | Buenos Aires    | 42              |  |
|  |                  |                  |                  |              |              |                  |                  |                  |    |         |                 |                 |                 |         |               |                 |                 |                 |  |

| Bandera de la Ciudad de Rosario |
| Rosario Campeón                 |
| Primer título                   |